# 296 Phaëtusa
296 Phaëtusa è un asteroide della fascia principale. Scoperto nel 1890, presenta un'orbita caratterizzata da un semiasse maggiore pari a 2,2286600 UA e da un'eccentricità di 0,1598218, inclinata di 1,74680° rispetto all'eclittica.
Il suo nome è dedicato a Fetusa, nella mitologia greca una ninfa delle Eliadi, figlia di Helios e Climene, tramutatasi in pioppo dopo la morte del fratello Fetonte.